# Château d'Ardencaple
Le château d'Ardencaple, ou Ardincaple, est un monument classé de catégorie B depuis le 14 mai 1971, se trouvant à environ 1,5 km d'Helensburgh, dans la région administrative écossaise d'Argyll and Bute,. Aujourd'hui, les seuls vestiges du château sont sa tour, perchée au bord d'un plateau et surmontant les plaines s'étendant jusqu'aux rivages du Firth of Clyde. Cette tour est utilisée comme phare pour faciliter la navigation sur le Firth of Clyde, ce qui vaut au château l'autre nom d’Ardencaple Castle Light. Le château d'origine aurait été construit au XIIe siècle et certains des vestiges de cette première réalisation auraient encore été debout au XIXe siècle. 

## Étymologie

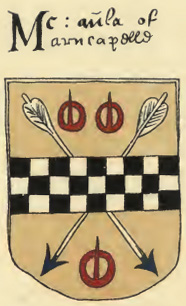
Armes des Mc aula d'Arncapelle.

Le mot Ardencaple, ou Ardincaple, viendrait du gaélique Ard na gCapull, signifiant « cap des chevaux » ou des juments, ou « hauteur des chevaux »,. En 1351, l'endroit fut enregistré sous le nom d'Airdendgappil.

## Propriétaires
À partir du Moyen Âge, les terres d'Ardencaple étaient contrôlées par les seigneurs d'Ardincaple et, à la fin du XVe siècle ou XVIe siècle, ceux-ci prirent le nom de MacAulay. Ils étaient alors considérés comme les représentants du Clan MacAulay. La fortune des seigneurs d'Ardincaple baissa au XVIIIe siècle lorsqu'ils furent contraints de diviser et de vendre leurs terres, morceau par morceau. Dans les années 1740, Archibald MacAulay, seigneur d'Ardencaple, dut vendre une partie de ses domaines, bien qu'au début des années 1750 le toit soit tombé et que le château se soit détérioré à un niveau tel que le seigneur suivant dut l'abandonner pour aller vivre à Laggarie. Environ vers 1767, le 12e seigneur, Aulay MacAulay d'Ardencaple, décéda à High Laggarie (faisant maintenant partie du village de Rhu).

## Rénovations

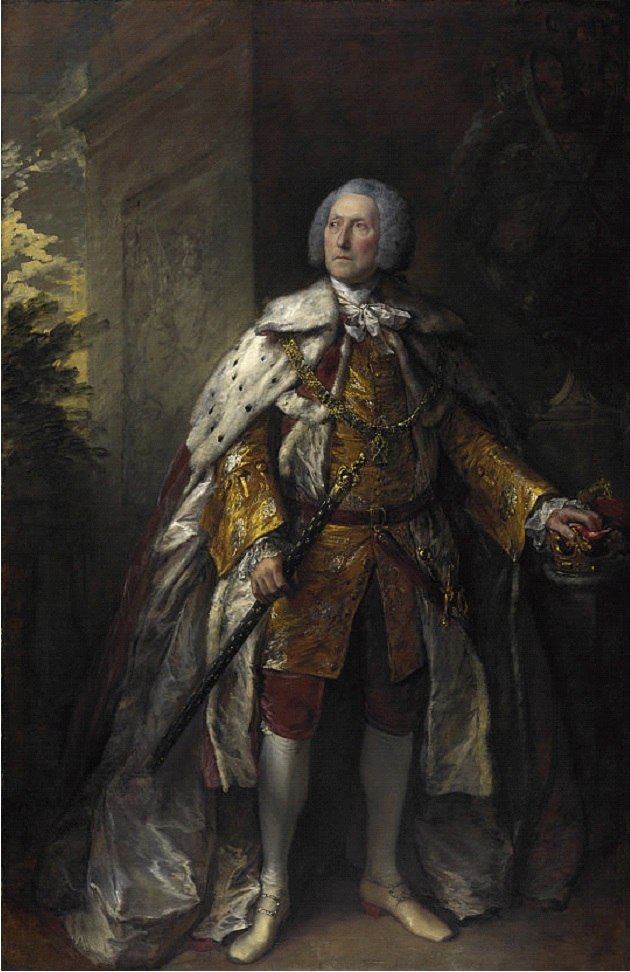
John Campbell, 4e duc d'Argyll, acheta le domaine dans les années 1760.

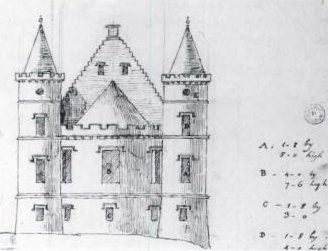
Croquis de Robert Adam pour les ajouts proposés en 1774.

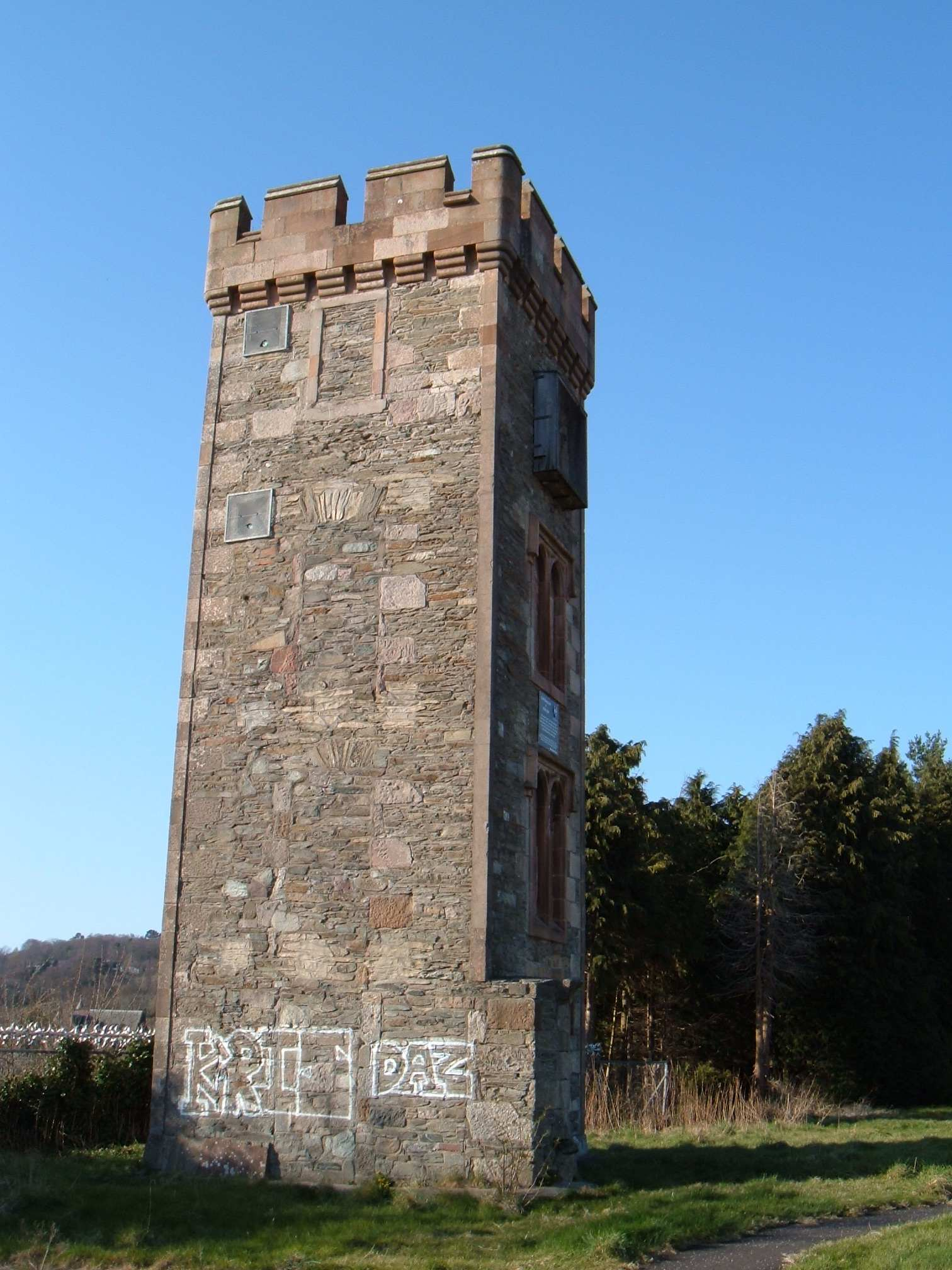
La tour photographiée en avril 2007.

Le domaine fut acheté dans les années 1760 par John Campbell, et resta en possession de la famille Campbell jusqu'au XIXe siècle. Sous le contrôle des Campbell, au XVIIIe siècle, le domaine fut développé de façon considérable par Robert Adam, alors l'architecte le plus en vue d'Écosse. En 1764, tandis que la maison appartenait à Lord Frederick Campbell, Robert Adam fut d'abord consulté pour des travaux sur le château. La maison était alors de forme irrégulière, et Adam proposa un plan pour des ajouts dans le style d'un château sur la partie ouest, faisant face au Gare Loch. Cependant, cela ne se concrétisa pas.
En 1774, Adam proposa un ensemble de croquis pour des ajouts sur la moitié sud de la façade ouest. L'ajout était constitué de trois oriels (avancée en encorbellement), formant un ensemble de tour en forme de D, et se trouvant entre deux poivrières plus petites. Des photos ultérieures du château d'Ardincaple montrent que soit l'ajout d'Adam a été modifié, soit certaines des caractéristiques présentes dans son croquis ne virent pas le jour. Par exemple, les toits coniques et le pignon en corneille du croquis n'apparaissent pas dans les photographies du château. De plus, les photographies montrent que la tour et la poivrière sud ont un étage de plus par rapport au croquis. D'après David King, il est possible qu'Adam ait été responsable pour l'étage supplémentaire de la tour, mais il est très improbable qu'il ait changé la poivrière car cela brise la symétrie de son ajout. Enfin, Adam avait prévu que la tour contienne une pièce en forme de D pour ranger les vêtements au niveau supérieur, mais il fut décidé par la suite d'adopter une forme ovale. David King remarque qu'Adam avait conçu un plafond agréable pour la pièce, mais il n'y en a aucun signe dans les photographies de 1957. 

## Propriétaires successifs
George Campbell, 8e comte d'Argyll, éminent homme politique, vit le jour au château le 30 avril 1823 et, en 1852, la duchesse douairière d'Argyll vendit le domaine d'Ardencaple aux riches Colquhouns de Luss. En 1923, Sir Iain Colquhoun vendit à son tour le château à madame H. Macaulay-Stromberg, américaine fortunée, qui restaura le château et y vécut jusqu'à sa mort en 1931. Le château revint alors à Adelaide Parker Voorheis jusqu'en 1935, lorsqu'il passa à un consortium de développeurs qui construisirent de 1936 à 1937 un logement sur ce qui était précédemment une tour. Lorsque survint la Seconde Guerre mondiale, la Royal Navy réquisitionna le château. En 1957, la majeure partie du château fut détruite sur ordre du gouvernement afin de construire des logements pour les marins de la base navale de Faslane ; une tour laissée afin d'être utilisée comme support pour le phare et les signaux utilisés par la Royal Navy. À partir de là, la tour faisant 13,7 m de haut fut connue sous le nom de Ardencaple Castle Range Rear Light, avec deux lumières vertes montées sur son coin sud-ouest. Cette tour est aujourd'hui tout ce qu'il reste du château.